# Ginástica de trampolim nos Jogos Pan-Americanos de 2015 - Masculino
A competição do trampolim masculino foi um dos eventos da ginástica de trampolim nos Jogos Pan-Americanos de 2015. Foi disputada no Toronto Coliseum entre os dias 18 de julho e 19 de julho.

## Calendário
Horário local (UTC-4).
| Data        | Horário | Fase         |
| ----------- | ------- | ------------ |
| 18 de julho | 20:00   | Qualificação |
| 19 de julho | 19:45   | Final        |

## Medalhistas
| Ouro   | CAN Keegan Soehn      |
| Prata  | USA Steven Gluckstein |
| Bronze | COL Angel Hernandez   |

## Resultados

### Qualificação
| Pos. | Ginasta                 | Obrigatório | Voluntário | Penalidade | Total   | Notas |
| ---- | ----------------------- | ----------- | ---------- | ---------- | ------- | ----- |
| 1    | CAN Keegan Soehn        | 48.470 (1)  | 55.400 (1) |            | 103.870 | Q     |
| 2    | USA Steven Gluckstein   | 48.105 (2)  | 55.065 (3) |            | 103.170 | Q     |
| 3    | COL Angel Hernandez     | 46.460 (7)  | 55.395 (2) |            | 101.855 | Q     |
| 4    | CAN Jason Burnett       | 47.165 (5)  | 54.395 (4) |            | 101.560 | Q     |
| 5    | USA Logan Dooley        | 47.815 (3)  | 51.485 (7) |            | 99.300  | Q     |
| 6    | MEX Jose Vargas Garcia  | 46.705 (6)  | 51.530 (6) |            | 98.235  | Q     |
| 7    | ARG Lucas Adorno        | 45.960 (8)  | 51.910 (5) |            | 97.870  | Q     |
| 8    | BRA Carlos Ramirez Pala | 47.790 (4)  | 41.955 (8) |            | 89.745  | Q     |

### Final
| Pos.              | Ginasta                 | Dificuldade | Execução | Voo    | Penalidade | Total  |
| ----------------- | ----------------------- | ----------- | -------- | ------ | ---------- | ------ |
| Medalha de ouro   | CAN Keegan Soehn        | 16.500      | 23.400   | 16.505 |            | 56.405 |
| Medalha de prata  | USA Steven Gluckstein   | 15.800      | 23.100   | 16.695 |            | 55.595 |
| Medalha de bronze | COL Angel Hernandez     | 16.900      | 21.900   | 16.390 |            | 55.190 |
| 4                 | CAN Jason Burnett       | 16.200      | 22.500   | 16.390 |            | 55.090 |
| 5                 | ARG Lucas Adorno        | 14.800      | 22.800   | 16.925 |            | 54.525 |
| 6                 | MEX Jose Vargas Garcia  | 15.400      | 21.600   | 16.335 |            | 53.335 |
| 7                 | USA Logan Dooley        | 16.200      | 20.700   | 16.180 |            | 53.080 |
| 8                 | BRA Carlos Ramirez Pala | 11.300      | 13.800   | 12.070 |            | 37.170 |